# Bibliotheca Hagiographica Graeca

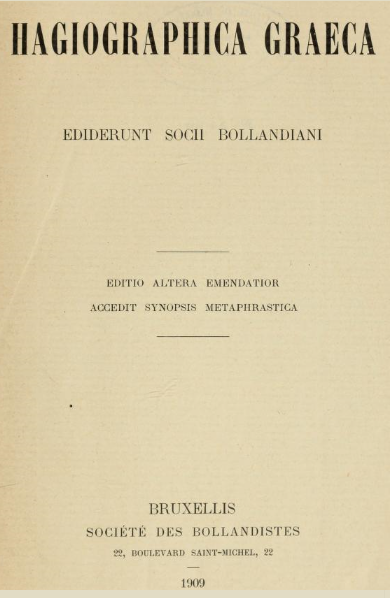
Titelblatt der Ausgabe von 1909

Die Bibliotheca Hagiographica Graeca ist ein Katalog von griechischen hagiographischen Schriften, wie zum Beispiel literarische Arbeiten über das Leben von Heiligen, die Translation ihrer Reliquien und ihre Wunder, angeordnet in alphabetischer Reihenfolge der Heiligen. Das Werk wird meist als BHG abgekürzt.
Die Listen umfassen Manuskripte, Incipits und Druckwerke.
Das Werk wird von den Bollandisten bearbeitet und herausgegeben, seit der dritten Auflage unter Leitung von François Halkin. Die Bibliotheca Hagiographica Graeca gehört zusammen mit der Bibliotheca Hagiographica Latina und der Bibliotheca Hagiographica Orientalis zu den wichtigsten Werkzeugen für die wissenschaftliche Arbeit über byzantinische Heilige.

## Ausgaben
- Bibliotheca hagiographica graeca; seu, Elenchus vitarum sanctorum, ed. Société des Bollandistes. Sociéte des Bollandistes, Brüssel 1895.
- Bibliotheca hagiographica graeca. 2. Auflage, ed. Société des Bollandistes (= Subsidia Hagiographica 8). Société des Bollandistes, Brüssel 1909 (Digitalisat).
- Bibliotheca hagiographica graeca, 3. Auflage, 3 Bände, ed. François Halkin (= Subsidia Hagiographica 8a). Société des Bollandistes, Brüssel 1957 (Nachdruck 1986).
- Bibliotheca hagiographica graeca. Auctarium, ed. François Halkin (= Subsidia Hagiographica 47). Société des Bollandistes, Brüssel 1969.
- Bibliotheca hagiographica graeca. Novum Auctarium, ed. François Halkin (= Subsidia Hagiographica 65). Société des Bollandistes, Brüssel 1984.